# Idole coréenne
 (mai 2023).
La mise en forme du texte ne suit pas les recommandations de Wikipédia : il faut le « wikifier ».
Les points d'amélioration suivants sont les cas les plus fréquents. Le détail des points à revoir est peut-être précisé sur la page de discussion.
- Les titres sont pré-formatés par le logiciel. Ils ne sont ni en capitales, ni en gras.
- Le texte ne doit pas être écrit en capitales (les noms de famille non plus), ni en gras, ni en italique, ni en « petit »…
- Le gras n'est utilisé que pour surligner le titre de l'article dans l'introduction, une seule fois.
- L'italique est rarement utilisé : mots en langue étrangère, titres d'œuvres, noms de bateaux, etc.
- Les citations ne sont pas en italique mais en corps de texte normal. Elles sont entourées par des guillemets français : « et ».
- Les listes à puces sont à éviter, des paragraphes rédigés étant largement préférés. Les tableaux sont à réserver à la présentation de données structurées (résultats, etc.).
- Les appels de note de bas de page (petits chiffres en exposant, introduits par l'outil «  Source ») sont à placer entre la fin de phrase et le point final[comme ça].
- Les liens internes (vers d'autres articles de Wikipédia) sont à choisir avec parcimonie. Créez des liens vers des articles approfondissant le sujet. Les termes génériques sans rapport avec le sujet sont à éviter, ainsi que les répétitions de liens vers un même terme.
- Les liens externes sont à placer uniquement dans une section « Liens externes », à la fin de l'article. Ces liens sont à choisir avec parcimonie suivant les règles définies. Si un lien sert de source à l'article, son insertion dans le texte est à faire par les notes de bas de page.
- La présentation des références doit suivre les conventions bibliographiques. Il est recommandé d'utiliser les modèles {{Ouvrage}}, {{Chapitre}}, {{Article}}, {{Lien web}} et/ou {{Bibliographie}}. Le mode d'édition visuel peut mettre en forme automatiquement les références.
- Insérer une infobox (cadre d'informations à droite) n'est pas obligatoire pour parachever la mise en page.

Pour une aide détaillée, merci de consulter Aide:Wikification.
Si vous pensez que ces points ont été résolus, vous pouvez retirer ce bandeau et améliorer la mise en forme d'un autre article.

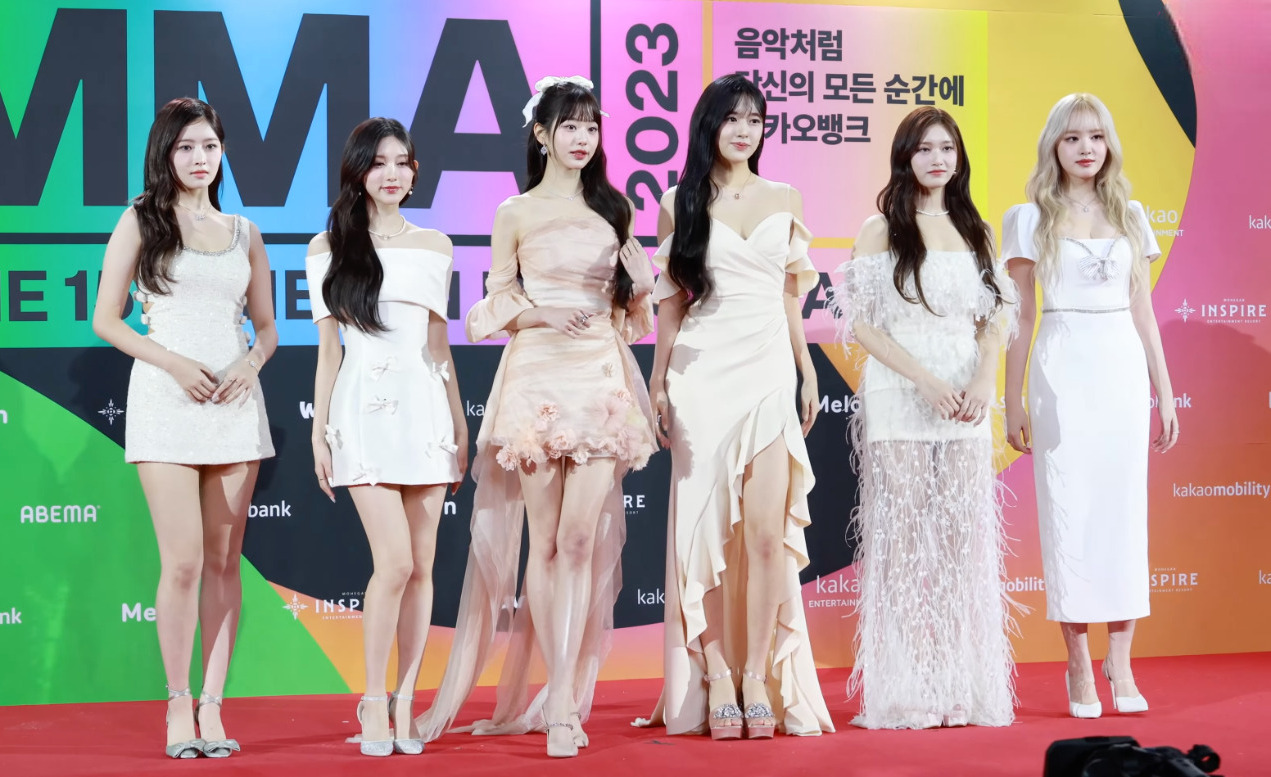
Groupe de K-Pop Ive

Une idole (coréen : 아이돌 ; RR : Aidol) fait référence à un type de célébrité travaillant dans le domaine de la K-pop dans la culture du fandom en Corée du Sud, soit en tant que membre d'un groupe, soit en solo. Les idoles de K-pop se caractérisent par le système de star très travaillé avec lequel elles sont produites et sous lesquelles elles ont fait leurs débuts, ainsi que par une tendance qui représente une convergence hybride de l'image, de la musique, de la mode et du style de danse. Ils travaillent généralement pour une agence de divertissement grand public et ont suivi une formation intensive en danse, en chant et en langues étrangères. Les idoles maintiennent une image publique soigneusement organisée et une présence sur les réseaux sociaux, et consacrent un temps et des ressources considérables à établir des relations avec les fans par le biais de concerts et de rencontres de fans,,.

## Système de stagiaire
Inspiré par l'apogée de MTV aux États-Unis, Lee Soo-man s'est fixé pour objectif de jeter les bases de l'industrie de la musique pop coréenne moderne. Il a vu New Kids on the Block devenir extrêmement populaire en Corée dans les années 1990. Le système de stagiaires K-pop a été popularisé par Soo-man, le fondateur de SM Entertainment. Des centaines de candidats assistent chaque jour à des auditions mondiales organisées par des agences de divertissement coréennes pour se produire et essayer de devenir stagiaires. Cela faisait partie d'une idée appelée technologie culturelle,,.
Le processus de formation dure une période indéterminée, allant de mois à des années, et implique habituellement des cours de chant, de danse et de langue, suivis tout en vivant avec d'autres stagiaires, qui côtoyent parfois l'école en même temps. Toutefois, certains stagiaires abandonnent l'école pour se concentrer sur leur carrière,.
Une fois qu'un stagiaire a rejoint le système, il sera adapté à de nombreux aspects, notamment sa vie personnelle, sa condition physique et son apparence. Les émissions de survie, l'entraînement et la réglementation priment sur le talent naturel dans la production d'idoles coréennes. Le système exige des stagiaires qu'ils maintiennent une "image saine" tout en restant "privés de leur vie et de leurs pensées".
D'anciens stagiaires ont signalé qu'ils devaient subir des chirurgies plastiques, telles qu'une blépharoplastie ou une rhinoplastie, afin de respecter les normes de beauté coréennes acceptables. D'autres critiques du système de stagiaires sont venues de la stricte restriction de poids de l'entreprise, qui fait souvent s'évanouir les stagiaires d'épuisement ou de déshydratation dans le but d'avoir le poids nécessaire au programme souhaité,.
L'investissement sur un stagiaire possible pourrait être coûteux. En 2012, The Wall Street Journal a rapporté que le coût de la formation d'une membre de Girls' Generation sous SM Entertainment était de 3 millions de dollars américains.

## Image personnelle
Lorsque les stagiaires seront finalement sélectionnés pour faire leurs débuts dans de nouveaux groupes, ils seront confrontés à une foule de nouvelles personnalités créées par l'entreprise pour répondre au marché du divertissement. Chaque membre d'un groupe d'idoles a sa propre personnalité à montrer, donc une grande partie de leur mission est de maintenir cette aura sous toutes les formes d'exposition qu'ils peuvent obtenir. Une façon de construire l'image personnelle des groupes d'idoles consiste à utiliser des services de médias sociaux avec un contenu géré par l'entreprise pour assurer la cohérence de ces caractéristiques personnelles.

## Relation avec les fans
La relation entre les idoles coréennes et leurs fans peut être qualifiée de "parentalité sociale", ce qui signifie que les fans créent plutôt une relation familiale avec leurs idoles, plutôt que d'être un fan "regardant de loin". Dans certains cas, à l'intérieur et à l'extérieur des fandoms, les fans nouent également des relations familiales avec d'autres fans par le biais d'intérêts similaires ou simplement pour se faire des amis. Ces interactions peuvent être initiées par les fans, l'agence ou les idoles elles-mêmes, ou elles peuvent encore passer par leur agence pour obtenir l'approbation. Certains projets ou activités créés par des fans pour les idoles doivent également être approuvés par le lieu ou l'agence d'idoles afin de minimiser tout préjudice causé à l'idole et aux fans participants. L'interaction et la connexion des fans peuvent être vues à travers des événements tels que des rencontres avec les fans, également appelées "fan meetings", des concerts ou des sites Web de fans et des cafés d'artistes. L'événement annuel appelé KCon est aussi un lieu d'échanges entre fans et artistes. La nature de cette relation de "parent parasocial" peut également être vue dans la participation active des fans d'idoles coréennes à la production de groupes d'idoles. Même avant leurs débuts, certains stagiaires auraient déjà leurs propres fans. Cela conduit à une "parenté" commençant tôt, et la construire est très importante pour les idoles en tant qu'artistes et les fans en tant que fans. Après leurs débuts, les fans grandissent avec leurs idoles et la relation entre les idoles et les fans s'approfondit. Si quelque chose se produit, les fans auront leurs propres façons d'exprimer leurs attitudes et leurs points de vue contre les actions "injustes" de l'agence de gestion. Dans cette situation, les fans semblent souvent protéger l'idole des abus de l'entreprise en raison de la relation familiale établie entre les deux.
La pop culture coréenne a eu un impact important sur le monde, créant beaucoup d'opportunités pour les fans de s'unir et de célébrer cette diversité. Les fans ont affirmé leur engagement envers les idoles de K-pop en apprenant activement le coréen, souvent à l'aide de la romanisation, pour comprendre les significations profondes des chansons de K-pop et établir des relations avec les artistes à un niveau personnel. L'intérêt croissant pour la langue coréenne a facilité la suppression des barrières culturelles et linguistiques, favorisant finalement une meilleure compréhension et appréciation de la culture coréenne.

## Les conditions de travail
Certains groupes d'idoles et artistes solo coréens ne sont pas satisfaits des contrats qui leur sont accordés par leurs agences de gestion, affirmant que les contrats d'une décennie est "trop long, trop restrictif et n'en vaut pas la peine." Un cadre de la société de divertissement coréenne DSP Media a déclaré que l'agence partageait les bénéfices avec les artistes interprètes, mais qu'elle se retirait souvent après avoir payé les frais. Les agences de divertissement coréennes telles que SM Entertainment ont été qualifiées d' "usines" pour leur méthode unique de production en masse de stars. Les membres des groupes sont fréquemment mis à la retraite et remplacés par de nouveaux stagiaires lorsque leur âge ou leurs penchants musicaux commencent à poser problème. TVXQ a accusé SM Entertainment de conditions déraisonnables dans ses contrats avec l'agence en 2009.

## Attente
Dans l'industrie coréenne du divertissement, il existe une idée, pour certains, selon laquelle les idoles sont fidèles à leurs fans. Pour cette raison, de nombreuses entreprises ont des politiques qui interdisent toutes les formes de rencontres. La raison en est que la réputation est très importante pour les idoles, et tout type de scandale peut ternir leur image et avoir un impact négatif sur leur carrière. Certains fans pensent également que les fréquentations peuvent être un obstacle au succès d'une idole.
Selon la constitution, le service militaire est obligatoire pour tous les hommes âgés de 18 à 35 ans, les obligeant à s'enrôler pendant 18 mois environ. Malgré les contributions importantes des idoles coréennes à l'économie du pays, il n'y a pas d'exception pour elles. Auparavant, l'ancienne star de la K-pop, Yoo Seung-jun, avait tenté d'éviter le service militaire en se naturalisant aux États-Unis. En conséquence, il a ensuite été interdit d'entrée en Corée du Sud.
La Corée du Sud est encore un pays très conservateur et a une culture fermée. Les artistes membres de la communauté LGBT sont toujours confrontés à de graves discriminations et préjugés. Go Tae-Seob, aussi connu sous le nom d'artiste Holland, a fait ses débuts avec sa première chanson "Neverland" en 2018 en tant qu'homme gay. Néanmoins, de nombreuses personnes ont exprimé leur mécontentement lorsqu'il a révélé sa sexualité. Bien qu'il soit regrettable qu'il ait reçu une telle haine de la part du public, il a attiré l'attention sur les questions importantes entourant la représentation des droits LGBTQ+. Holland continue de plaider pour une plus grande acceptation et inclusion.

## Commercialisation
Les sociétés de divertissement en Corée utilisent le système des camps d'entraînement pour préparer leurs idoles. Dans le cas de SM Entertainment, l'agence reçoit 300 000 candidatures par an en provenance de 9 pays. Ils possèdent des installations de formation dans le district de Gangnam à Séoul, où les recrues s'entraînent ensuite pendant des années en vue de leurs débuts. SM est qualifiée de première agence à commercialiser des "groupes en tant que marque" et commercialise non seulement les produits de l'artiste mais aussi les artistes eux-mêmes. Ces techniques ont conduit à une large reconnaissance à l'étranger et ont contribué à déclencher la vague coréenne, au profit des sociétés de divertissement en élargissant leur public. Étant donné que la base de fans nationaux n'est souvent pas suffisante pour générer les bénéfices dont ces agences et leurs idoles ont besoin, le marketing et l'image de marque de l'artiste/du groupe sont devenus au cœur de l'industrie et constituent donc une caractéristique importante du genre aujourd'hui.

## Revenus déclarés
Selon le service fiscal national sud-coréen, les revenus annuels moyens d'une idole coréenne en 2013 étaient de 46,74 millions de ₩ (32 000 €). C'était nettement plus que le chiffre de 2010 de 26,97 millions de ₩ (18 800 €), une augmentation dû à la propagation mondiale de l'Hallyu ces dernières années. Cependant, depuis cette augmentation il y a 10 ans, peu de choses ont changé pour tous, sauf une poignée des plus performants.

## Reconnaissance
La vague coréenne a menée à un accroissement mondial de l'intérêt pour les idoles coréennes, ainsi que d'autres aspects de la culture coréenne, notamment les films coréens et les K-dramas exportés vers d'autres parties du globe. Parallèlement à la vague coréenne, la beauté coréenne a gagné en popularité grâce à la vague et est devenue populaire dans le monde entier. Les idoles coréennes ont influencé leur popularité grâce à leur peau apparemment sans défaut.
Cependant, certains comportements extrêmes des fans d'idoles de K-pop ont conduit à des stéréotypes négatifs sur les idoles de K-pop en public et les autres fans, ainsi qu'à des critiques dans la société.

## Réalisations
Au cours des années, les idoles coréennes ont gagné beaucoup de fans à travers le monde et d'innombrables agences de divertissement ont commencé à promouvoir leurs artistes et leurs groupes à l'échelle planétaire. Des célébrités comme PSY ont atteint le top des clips vidéo vus sur YouTube dans les 24 heures et des groupes comme BTS sont devenus le premier groupe étranger à se produire lors de l'émission annuelle des Grammy's Awards. En 2018, Red Velvet s'est produit à Pyongyang, en Corée du Nord et a été le premier groupe à le faire en 16 ans. Le girl group BlackPink a sorti son album Born Pink et les huit chansons ont atteint le Billboard's Global 200.

## Sexualisation
Il y a eu des critiques sur l'objectivation sexuelle des idoles masculines et féminines dans l'industrie. Le problème est exacerbé par la plus grande rigidité des normes de genre dans la société coréenne contemporaine. Les pratiques de censure de la Corée du Sud concernant la nudité et l'obscénité peuvent avoir renforcé cette objection.
Les idoles coréennes portent également fréquemment des vêtements révélateurs et dansent de manière provocante dans des vidéoclips dans le cadre des efforts des entreprises pour commercialiser les idoles de diverses manières. Dans certains cas, ces efforts ont conduit à la censure ; par exemple, "Miniskirt" d'AOA a été jugé inapproprié pour les émissions de télévision et les programmes populaires et n'a pas pu être diffusé tant que le groupe n'a pas changé ses costumes et sa chorégraphie.
Cette sexualisation a aussi mené à un concept de conformité dans l'acceptation des idoles. Les idoles qui ne se présentent pas de manière sexuellement attrayante pour leur groupe démographique cible ont été harcelées ; par exemple, Amber Liu a été critiquée pour son apparence androgyne et son mépris des normes de genre.